# Директоријум
У рачунарству директоријум, каталог, фасцикла, именик или омотница је ентитет датотечног система који може да садржи датотеке и друге директоријуме.
Као средство организовања датотечних система, директоријуми се најчешће доводе у везу са канцеларијским фасциклама, и уопште са радом у канцеларији гдје се више сродних предмета организује у фасцикле, а ове у веће фасцикле, ове у фиоке итд. На тај начин систем директоријума и датотека се често представља као стабло директоријума, указујући на њихову дрволику, хијерархијску структуру.
Директоријум који се налази унутар другог директоријума се назива његовим поддиректоријумом (поткаталогом, подомотницом), а он се назива његовим наддиректоријумом. Такође је општеприхваћено говорити о директоријуму као дјетету другог директоријума, односно родитељу другог директоријума.

## Јуникс
Под оперативним системом јуникс, директоријуми су остварени у облику специјалне врсте датотека, чији основни садржај треба да буде списак датотека и директоријума који се у њему налазе, и њихове локације у оквиру датотечног система. Овај концепт је остварен транспарентно, тако да обичан корисник не примијети његову „датотечну“ природу.